# Resolutie 866 Veiligheidsraad Verenigde Naties
Resolutie 866 van de Veiligheidsraad van de Verenigde Naties werd unaniem goedgekeurd op 22 september 1993.

## Achtergrond
Na de hoogdagen onder het decennialange bestuur van William Tubman, die in 1971 overleed, greep Samuel Doe de macht. Zijn dictatoriale regime ontwrichtte de economie en er ontstonden rebellengroepen tegen zijn bewind, waaronder die van de latere president Charles Taylor. In 1989 leidde de situatie tot een burgeroorlog waarin de president vermoord werd. De oorlog zou nog doorgaan tot 1996.

## Inhoud

### Waarnemingen
De Veiligheidsraad merkte op dat het vredesakkoord van 25 juli de Verenigde Naties en de Militaire Waarnemersgroep van de ECOWAS om hulp vroeg bij de uitvoering ervan. ECOWAS zou verantwoordelijk zijn voor de uitvoering van de militaire voorwaarden van het
akkoord en de VN zouden hierop toezien. Dat zou de eerste keer zijn dat een VN-vredesmissie zou samenwerken met een reeds bestaande vredesmissie van een andere organisatie. Het belang van een nauwe samenwerking tussen UNOMIL van de VN en ECOMOG van de ECOWAS werd onderstreept. De drie partijen in Liberia, ECOWAS en VN hadden samen het Waarnemingscomité op het staakt-het-vuren opgericht. De drie partijen hadden ook een staatsraad opgericht die belast werd met de ontwapening en het dagelijks bestuur. Ten laatste vroeg het vredesakkoord dat zo'n 7 maanden na ondertekening ervan verkiezingen zouden plaatsvinden.

### Handelingen
De Veiligheidsraad besloot op voorstel van de secretaris-generaal de VN-Waarnemingsmissie UNOMIL op te richten voor een periode van zeven maanden, maar zou enkel doorgaan na 16 december als vooruitgang werd geboekt in de uitvoering van het vredesakkoord. De missie zou bestaan uit
militaire waarnemers en medisch-, ingenieurs-, communicatie-, transport-, verkiezings- en ondersteuningspersoneel
en volgend mandaat krijgen:
a. Schendingen van het staakt-het-vuren onderzoeken,
b. Toezien op de naleving van het vredesakkoord,
c. Toezien op het verkiezingsproces,
d. Helpen met de coördinatie van de hulpverlening,
e. De demobilisatie van de strijdende partijen plannen en de kosten ervan inschatten,
f. Grove schendingen van het internationaal humanitair recht rapporteren,
g. Ontmijnen en ECOMOG-ingenieurs daarvoor opleiden,
h. Coördineren bij de taken van ECOMOG.
De Secretaris-Generaal zou met de ECOWAS afspreken welke rol beiden zouden spelen. Ook had de ECOWAS bijkomende troepen gevraagd van haar lidstaten. De Secretaris-Generaal had een fonds opgericht waarlangs de VN-lidstaten aan hun missie konden bijdragen.
De partijen in Liberia werden dan weer opgeroepen zonder vertraging te ontwapenen en demobiliseren. Hun beslissing om een overgangsregering te vormen werd verwelkomt en die regering werd opgeroepen om binnen de 60 dagen na installatie een status of mission-akkoord te sluiten met de VN voor UNOMIL. Ook werden de
partijen opgeroepen de samenstelling van de verkiezingscommissie af te ronden zodat die kon beginnen aan de voorbereiding van de verkiezingen die tegen maart 1994 moesten worden gehouden zoals voorzien in het vredesakkoord. Ten slotte werden ze opgeroepen samen te werken aan de veilige verdeling van hulpgoederen.

## Verwante resoluties
- Resolutie 713 Veiligheidsraad Verenigde Naties
- Resolutie 856 Veiligheidsraad Verenigde Naties
- Resolutie 911 Veiligheidsraad Verenigde Naties (1994)
- Resolutie 950 Veiligheidsraad Verenigde Naties (1994)

Lijst ·  800 ·  801 ·  802 ·  803 ·  804 ·  805 ·  806 ·  807 ·  808 ·  809 ·  810 ·  811 ·  812 ·  813 ·  814 ·  815 ·  816 ·  817 ·  818 ·  819 ·  820 ·  821 ·  822 ·  823 ·  824 ·  825 ·  826 ·  827 ·  828 ·  829 ·  830 ·  831 ·  832 ·  833 ·  834 ·  835 ·  836 ·  837 ·  838 ·  839 ·  840 ·  841 ·  842 ·  843 ·  844 ·  845 ·  846 ·  847 ·  848 ·  849 ·  850 ·  851 ·  852 ·  853 ·  854 ·  855 ·  856 ·  857 ·  858 ·  859 ·  860 ·  861 ·  862 ·  863 ·  864 ·  865 ·  866 ·  867 ·  868 ·  869 ·  870 ·  871 ·  872 ·  873 ·  874 ·  875 ·  876 ·  877 ·  878 ·  879 ·  880 ·  881 ·  882 ·  883 ·  884 ·  885 ·  886 ·  887 ·  888 ·  889 ·  890 ·  891 ·  892